# هاباکالا
هاباکالا (به لاتین: Habakkala) یک منطقهٔ مسکونی در سری‌لانکا است که در استان جنوبی (سری‌لانکا) واقع شده‌است.